# Carveth Read
Carveth Read (geb. 16. März 1848 in Falmouth; gest. 6. Dezember 1931 in Solihull) war ein englischer Philosoph, Logiker und Psychologe.

## Leben und Werk
Read studierte in Cambridge, Leipzig und Heidelberg. Von 1903 bis 1911 war er Professor für Philosophie an der University of London, danach bis 1921 Dozent für vergleichende Psychologie am University College London. Read war in seiner Logik von John Stuart Mill beeinflusst, in der Metaphysik Idealist.
Im Vorwort zur vierten Auflage seines Buches Logic: Deductive and Inductive (1920) nennt er seine wichtigsten Einflüsse. Er erklärt: „Das Werk kann im Großen und Ganzen als der Schule von Mill zugehörig betrachtet werden, dessen System der Logik und Bains Logik es zutiefst verpflichtet ist. Von den Werken lebender Autoren haben mir die Empirische Logik von Venn und die Formale Logik von Keynes am meisten geholfen.“ In Kapitel 22 von Logic sagt Read: „It is better to be vaguely right than exactly wrong“ (Es ist besser, vage richtig zu liegen als genau falsch), die ursprüngliche Quelle des viel zitierten Aphorismus „It is better to be roughly right than exactly wrong“ (Es ist besser, ungefähr richtig zu liegen als genau falsch), der oft fälschlicherweise John Maynard Keynes zugeschrieben wird.
In seinem The Origin of Man and of His Superstitions (Der Ursprung des Menschen und seines Aberglaubens), das ursprünglich im Jahr 1920 veröffentlicht wurde, geht er dem Ursprung des Aberglaubens nach und deckt die enge Beziehung zwischen Animismus, Magie und Phantasie auf. Seine Ansichten über Religion und Magie wurden von E. E. Evans-Pritchard geschätzt, der feststellt, dass das Buch „der Aufmerksamkeit der Anthropologen fast völlig entgangen zu sein scheint“.

## Publikationen (Auswahl)
- On the Theory of Logic: An Essay (1878)
- Logic. Deductive and Inductive (1898; 4th ed., enlarged and partly rewritten 1920)
- The Metaphysics of Nature (1905; 2. A, 1908)
- Natural and Social Morals (1909)
- The Origin of Man and of His Superstitions (1920)